# هورست ليشنير
هورست ليشنير (بالألمانية: Horst Lechner)‏ (و. 1959 – 2014 م) هو مهندس معماري، وأستاذ جامعي، ومجدف نمساوي، ولد في فيلاخ، توفي في سالزبورغ، عن عمر يناهز 55 عاماً.